# Снелл, Тони
Тони Рина Снелл-младший (англ. Tony Rena Snell, Jr; род. 11 ноября 1991 или 10 ноября 1991, Уоттс, Калифорния) — американский профессиональный баскетболист, выступающий за клуб Джи-Лиги НБА «Су-Фолс Скайфорс». Был выбран на драфте 2013 года командой «Чикаго Буллз» под общим 20-м номером. Прежде чем принять участие в драфте в течение трёх лет играл в студенческой команде «Нью-Мексико Лобос».

## Карьера
Снелл окончил среднюю школу Мартина Лютера Кинга (Риверсайд, Калифорния) в 2009 году, где играл вместе с Каваем Леонардом (в настоящее время игрок «Лос-Анджелес Клипперс»). Затем поступил в Университет Нью-Мексико, где играл три сезона за баскетбольную команду «Нью-Мексико Лобос».
11 июля 2013 года «Буллз» подписали контракт с Тони Снеллом, выбранным ими на драфте НБА 2013 года под общим 20-м номером. По условиям соглашения в первый год Тони заработал порядка 1,2 миллиона долларов.

### Милуоки Бакс (2016—2019)
17 октября 2016 года Снелл был обменян в «Милуоки Бакс» в обмен на Майкла Картера-Уильямса. Пропустив матч-открытие сезона в «Бакс» из-за растяжения левой лодыжки, Снелл дебютировал за команду во второй игре сезона 29 октября 2016 года, набрав шесть очков за 21 минуту в качестве стартового игрока в победе над «Бруклин Нетс» со счетом 110-108. 26 декабря 2016 года он реализовал шесть трехочковых бросков и установил рекорд сезона, набрав 20 очков в матче с «Вашингтон Уизардс» (107:102). 24 февраля 2017 года за 28 минут игры против «Юты Джаз» Снелл набрал ноль очков, не дотянув всего 22 секунды до рекорда Джоела Энтони по количеству игрового времени в игре без набранных очков, подборов, передач, перехватов и блоков. 6 марта 2017 года он набрал 18 из своих рекордных в сезоне 21 очка в первой половине матча с «Филадельфией Севенти Сиксерс» (112:98). 28 марта он превзошел этот показатель, набрав максимальные в карьере 26 очков в победе над «Шарлотт Хорнетс» со счетом 118-108. 22 апреля 2017 года он установил карьерный рекорд в плей-офф, набрав 19 очков и забросив пять трехочковых в игре 4 первого раунда плей-офф против «Торонто Рэпторс», закончившейся со счетом 76-87.
31 июля 2017 года Снелл подписал с «Бакс» четырехлетний контракт на сумму 44 млн долларов. Сообщается, что соглашение включает опцию игрока после третьего года и достижимые бонусы, которые позволят ему заработать 46 млн долларов. 23 марта 2018 года он сравнял свой карьерный рекорд сезона с 18 очками в победе над «Чикаго Буллз» со счетом 118-105.

### Детройт Пистонс (2019—2020)
20 июня 2019 года Снелл был обменян вместе с правами на драфт Кевина Портера-младшего в «Детройт Пистонс» в обмен на Джона Лойера.

### Атланта Хокс (2020—2021)
20 ноября 2020 года Тони Снелл и Кайри Томас были обменяны из «Детройт Пистонс» в клуб «Атланта Хокс», в обратном направлении последовал Дуэйн Дэдмон.
В укороченном сезоне 2020/2021 Тони сделал неповторимый рекорд, набирая в среднем свыше 50% с игры, 50% с трёхочковой линии и 100% со штрафной линии впервые в истории НБА, но лига не добавила его в клуб 50-40-90.

### Портленд Трэйл Блэйзерс (2021—2022)
10 августа 2021 года «Портленд Трэйл Блэйзерс» объявил о подписании контракта со Снеллом.

### Нью-Орлеан Пеликанс (2022)
8 февраля 2022 года «Портленд» обменял Снелла, Ларри Нэнса-младшего и Си Джей Макколлума в «Нью-Орлеан Пеликанс» в обмен на Джоша Харта, Никейла Александера-Уокера, Томаша Саторанского, Диди Лузаду, защищенного выбора в первом раунде драфта 2022 года, выбора во втором раунде драфтов 2026 и 2027 годов.

### Мэн Селтикс (2023—2024)
27 января 2023 года Снелл был приобретен командой «Мэн Селтикс».
8 августа 2023 года «Голден Стэйт Уорриорз» провели со Снеллом тренировку для свободных агентов. 29 октября он вернулся в «Мэн».

### Су-Фолс Скайфорс (2024—настоящее время)
2 октября 2024 года Снелл перешел в команду «Су-Фолс Скайфорс».

## Личная жизнь
Снелл познакомился со своей женой Эшли на барбекю, которое устраивал его товарищ по команде «Чикаго Буллз» Джимми Батлер. У них двое сыновей, у обоих диагностировано расстройство аутистического спектра.
16 июня 2023 года на шоу The Today Show Снелл рассказал, что у него диагностировано расстройство аутистического спектра, после того как обследование его старшего сына помогло осознать сходство с его собственным опытом.

## Статистика

### Статистика в НБА
| Сезон   | Команда    | Регулярный сезон | Регулярный сезон | Регулярный сезон | Регулярный сезон | Регулярный сезон | Регулярный сезон | Регулярный сезон | Регулярный сезон | Регулярный сезон | Регулярный сезон | Регулярный сезон | Серия плей-офф | Серия плей-офф | Серия плей-офф | Серия плей-офф | Серия плей-офф | Серия плей-офф | Серия плей-офф | Серия плей-офф | Серия плей-офф | Серия плей-офф | Серия плей-офф |
| Сезон   | Команда    | GP               | GS               | MPG              | FG%              | 3P%              | FT%              | RPG              | APG              | SPG              | BPG              | PPG              | GP             | GS             | MPG            | FG%            | 3P%            | FT%            | RPG            | APG            | SPG            | BPG            | PPG            |
| ------- | ---------- | ---------------- | ---------------- | ---------------- | ---------------- | ---------------- | ---------------- | ---------------- | ---------------- | ---------------- | ---------------- | ---------------- | -------------- | -------------- | -------------- | -------------- | -------------- | -------------- | -------------- | -------------- | -------------- | -------------- | -------------- |
| 2013/14 | Чикаго     | 77               | 12               | 16,0             | 38,4             | 32,0             | 75,6             | 1,6              | 0,9              | 0,4              | 0,2              | 4,5              | 5              | 0              | 9,3            | 22,2           | 0,0            | -              | 1,2            | 0,4            | 0,2            | 0,2            | 0,8            |
| 2014/15 | Чикаго     | 72               | 22               | 19,6             | 42,9             | 37,1             | 80,0             | 2,4              | 0,9              | 0,4              | 0,2              | 6,0              | 11             | 0              | 12,7           | 34,1           | 33,3           | 100,0          | 1,5            | 0,5            | 0,0            | 0,3            | 3,9            |
| 2015/16 | Чикаго     | 64               | 33               | 20,3             | 37,2             | 36,1             | 90,9             | 3,1              | 1,0              | 0,3              | 0,3              | 5,3              | Не участвовал  | Не участвовал  | Не участвовал  | Не участвовал  | Не участвовал  | Не участвовал  | Не участвовал  | Не участвовал  | Не участвовал  | Не участвовал  | Не участвовал  |
| 2016/17 | Милуоки    | 80               | 80               | 29,2             | 45,5             | 40,6             | 81,0             | 3,1              | 1,2              | 0,7              | 0,2              | 8,5              | 6              | 6              | 30,8           | 50,0           | 51,6           | -              | 2,3            | 1,5            | 0,2            | 0,2            | 10,0           |
| 2017/18 | Милуоки    | 75               | 59               | 27,4             | 43,5             | 40,3             | 79,2             | 1,9              | 1,3              | 0,6              | 0,4              | 6,9              | 7              | 2              | 19,1           | 29,2           | 23,8           | -              | 1,9            | 0,6            | 0,4            | 0,6            | 2,7            |
| 2018/19 | Милуоки    | 74               | 12               | 17,6             | 45,2             | 39,7             | 88,1             | 2,1              | 0,9              | 0,4              | 0,2              | 6,0              | 9              | 0              | 3,2            | 33,3           | 50,0           | -              | 0,2            | 0,0            | 0,1            | 0,1            | 0,6            |
| 2019/20 | Детройт    | 59               | 57               | 27,8             | 44,5             | 40,2             | 100,0            | 1,9              | 2,2              | 0,5              | 0,3              | 8,0              | Не участвовал  | Не участвовал  | Не участвовал  | Не участвовал  | Не участвовал  | Не участвовал  | Не участвовал  | Не участвовал  | Не участвовал  | Не участвовал  | Не участвовал  |
| 2020/21 | Атланта    | 47               | 23               | 21,1             | 51,5             | 56,9             | 100,0            | 2,4              | 1,3              | 0,3              | 0,2              | 5,3              | 9              | 0              | 7,3            | 12,5           | 9,1            | -              | 0,6            | 0,2            | 0,2            | 0,1            | 0,6            |
| 2021/22 | Портленд   | 38               | 10               | 14,4             | 37,1             | 32,0             | 100,0            | 1,9              | 0,5              | 0,2              | 0,2              | 2,6              | Не участвовал  | Не участвовал  | Не участвовал  | Не участвовал  | Не участвовал  | Не участвовал  | Не участвовал  | Не участвовал  | Не участвовал  | Не участвовал  | Не участвовал  |
| 2021/22 | Нью-Орлеан | 15               | 2                | 18,4             | 44,6             | 39,6             | 100,0            | 2,1              | 0,5              | 0,5              | 0,1              | 5,9              | Не участвовал  | Не участвовал  | Не участвовал  | Не участвовал  | Не участвовал  | Не участвовал  | Не участвовал  | Не участвовал  | Не участвовал  | Не участвовал  | Не участвовал  |
|         | Всего      | 601              | 310              | 21,8             | 43,1             | 39,4             | 84,6             | 2,3              | 1,1              | 0,4              | 0,2              | 6,1              | 47             | 8              | 12,7           | 35,0           | 33,0           | 100,0          | 1,2            | 0,5            | 0,2            | 0,2            | 2,9            |

### Статистика в Джи-Лиге
| Сезон   | Команда     | Регулярный сезон | Регулярный сезон | Регулярный сезон | Регулярный сезон | Регулярный сезон | Регулярный сезон | Регулярный сезон | Регулярный сезон | Регулярный сезон | Регулярный сезон | Регулярный сезон | Серия плей-офф | Серия плей-офф | Серия плей-офф | Серия плей-офф | Серия плей-офф | Серия плей-офф | Серия плей-офф | Серия плей-офф | Серия плей-офф | Серия плей-офф | Серия плей-офф |
| Сезон   | Команда     | GP               | GS               | MPG              | FG%              | 3P%              | FT%              | RPG              | APG              | SPG              | BPG              | PPG              | GP             | GS             | MPG            | FG%            | 3P%            | FT%            | RPG            | APG            | SPG            | BPG            | PPG            |
| ------- | ----------- | ---------------- | ---------------- | ---------------- | ---------------- | ---------------- | ---------------- | ---------------- | ---------------- | ---------------- | ---------------- | ---------------- | -------------- | -------------- | -------------- | -------------- | -------------- | -------------- | -------------- | -------------- | -------------- | -------------- | -------------- |
| 2022/23 | Мэн Селтикс | 19               | 14               | 30,1             | 43,2             | 39,2             | 89,3             | 5,9              | 2,3              | 0,6              | 0,5              | 10,8             | 1              | 1              | 13,6           | 0,0            | 0,0            | -              | 7,0            | 1,0            | 0,0            | 0,0            | 0,0            |
| 2023/24 | Мэн Селтикс | 48               | 29               | 17,4             | 39,9             | 37,4             | 100,0            | 2,9              | 0,4              | 0,5              | 0,2              | 5,5              | 5              | 0              | 14,3           | 36,4           | 30,8           | 100,0          | 2,6            | 0,4            | 0,0            | 0,0            | 4,8            |
|         | Всего       | 67               | 43               | 21,0             | 41,3             | 38,0             | 92,5             | 3,7              | 0,9              | 0,5              | 0,3              | 7,0              | 6              | 1              | 14,2           | 34,8           | 28,6           | 100,0          | 3,3            | 0,5            | 0,0            | 0,0            | 4,0            |

### Статистика в колледже
| Сезон                                                                                   | Команда     | GP  | GS | MPG  | FG%  | 3P%  | FT%  | RPG | APG | SPG | BPG | PPG  |  |
| --------------------------------------------------------------------------------------- | ----------- | --- | -- | ---- | ---- | ---- | ---- | --- | --- | --- | --- | ---- |  |
| 2010/11                                                                                 | Нью-Мексико | 34  | 7  | 17,5 | 36,4 | 34,5 | 73,5 | 1,9 | 0,9 | 0,2 | 0,2 | 4,4  |  |
| 2011/12                                                                                 | Нью-Мексико | 35  | 34 | 25,6 | 44,8 | 38,7 | 83,1 | 2,7 | 2,3 | 0,5 | 0,4 | 10,5 |  |
| 2012/13                                                                                 | Нью-Мексико | 35  | 35 | 31,2 | 42,2 | 39,0 | 84,3 | 2,6 | 2,9 | 0,8 | 0,5 | 12,5 |  |
|                                                                                         | Всего       | 104 | 76 | 24,8 | 42,1 | 38,0 | 82,1 | 2,4 | 2,0 | 0,5 | 0,3 | 9,2  |  |
| Наведите курсор мыши на аббревиатуры в заголовке таблицы, чтобы прочесть их расшифровку |             |     |    |      |      |      |      |     |     |     |     |      |  |